# Parafia Matki Bożej Różańcowej w Schodni
Parafia Matki Bożej Różańcowej – rzymskokatolicka parafia położona przy ulicy Opolskiej 18 A w Schodni. Parafia należy do dekanatu Ozimek w diecezji opolskiej.

## Historia parafii
Parafia została erygowana 25 sierpnia 1985 roku, przez wydzielenie z parafii św. Jana w Ozimku, miejscowości: Schodnia (dawniej Stara Schodnia) i Nowa Schodnia. Kościół parafialny został wybudowany w latach 1980–1983.
Proboszczem parafii jest ks. Jan Bejnar.

## Liczebność i zasięg parafii
Parafię zamieszkuje 1227 mieszkańców, zasięgiem duszpasterskim obejmuje ona miejscowości:
- Schodnia,
- Nowa Schodnia.

### Inne kościoły i kaplice
Do parafii należy kościół filialny św. Jadwigi Śląskiej w Nowej Schodni.

### Szkoły i przedszkola
- Publiczna Szkoła Podstawowa w Schodni,
- Publiczna Szkoła Podstawowa nr 2 w Ozimku (Nowej Schodni)[4].

## Duszpasterze

### Kapłani po 1945 roku
- ks. Henryk Porwoł,
- ks. Jan Bejnar.